# Palaeopsylla anserocepsoides
Palaeopsylla anserocepsoides är en loppart som beskrevs av Zhang Jintong, Wu Houyoung et Liu Chiying 1984. Palaeopsylla anserocepsoides ingår i släktet Palaeopsylla och familjen mullvadsloppor. Inga underarter finns listade i Catalogue of Life.